# Presentación (álbum)
Presentación es el primer disco solista del cantautor uruguayo Jorge Galemire. Fue publicado en vinilo y casete por el sello Ayuí en 1981.

## Estilo musical y repercusión
En este disco, Galemire une el sonido jazzero que ya había representado en la música uruguaya la banda Opa, la cual había integrado Ruben Rada, con la tradición de la canción uruguaya. Continúa con la «murga-pop» o «murga canción» que se había arraigado con Jaime Ross en Cometa de La Farola. Además, hay otras canciones que son baladas acústicas, como por ejemplo «Claros», «Palabras cruzadas» y «La fogata».
Si bien el disco tuvo poca repercusión popular, luego se convirtió en un disco de culto, sobre todo en el ambiente artístico.

## Lista de canciones
| Lado A |                         |                                      |          |  |
| N.º    | Título                  | Escritor(es)                         | Duración |  |
| 1.     | «La mueca»              | Jorge Galemire                       |          |  |
| 2.     | «79»                    | Mauricio Ubal - Jorge Galemire       |          |  |
| 3.     | «Acerca de esta mañana» | Jorge Galemire                       |          |  |
| 4.     | «Claros»                | Eduardo Darnauchans - Jorge Galemire |          |  |
| 5.     | «La sonrisa»            | Jorge Galemire                       |          |  |
| 6.     | «La fogata»             | Jorge Galemire                       |          |  |

| Lado B |                     |                                      |          |  |
| N.º    | Título              | Escritor(es)                         | Duración |  |
| 1.     | «Palabras cruzadas» | Luis Campos - Jorge Galemire         |          |  |
| 2.     | «Salpícame»         | Jorge Galemire                       |          |  |
| 3.     | «Ícaro»             | Eduardo Darnauchans - Jorge Galemire |          |  |
| 4.     | «Tu delantal»       | Jorge Galemire                       |          |  |
| 5.     | «Que esté lejos»    | Luis Campos - Jorge Galemire         |          |  |

## Reediciones
- Fue reeditado en CD en 1998 por el sello Ayuí.